# Bernard Courtois
Bernard Courtois, a veces escrito Barnard Courtois, (12 de febrero de 1777, Dijon, Francia - 27 de septiembre de 1838) fue un químico francés, conocido por su descubrimiento de la morfina, y en especial el yodo, que tuvo un impacto considerable en la medicina y en el desarrollo de fotografía.

## Primeros años
Courtois se crio en los alrededores del prestigioso lugar de trabajo de su padre en la Academia de Dijon. La Academia, donde vivía la familia, era un pequeño hotel que había sido rehabilitado para albergar estudios científicos. El padre de Courtois, Jean-Baptiste, trabajó para el químico Louis-Bernard Guyton de Morveau, así como de farmacéutico para la Academia por lo que era llamado por su familia "el farmacéutico de la Academia". Cuando Courtois tenía doce años, la familia se trasladó a Saint-Medard Nitrary, una planta de experimentación de nitrato que Jean-Baptiste compró a Louis-Bernard Guyton de Morveau y a su socio.

## Vida profesional
Courtois y su hermano Pierre aprendieron el oficio de fabricar nitrato de potasio para producir pólvora durante la Revolución Francesa. Courtois, sin embargo, se separó de esta empresa para aprender química. Courtois vivió en Saint-Medard Nitrary hasta que estuvo a punto de cumplir dieciocho años, cuando salió de la casa familiar para comenzar su aprendizaje de la química en Auxerre. Aquí durante tres años fue alumno de M. Frémy, el futuro abuelo de Edmond Frémy. Luego obtuvo un puesto con Antoine-François de Fourcroy en la École Polytechnique de París. En 1799 Courtois era farmacéutico en los hospitales militares. En 1801 regresó a la Escuela Politécnica de trabajar en el laboratorio de Louis Jacques Thénard.
En 1802 Courtois trabajó con Armand Séguin en la École Polytechnique estudiando el opio. Junto a Séguin, Courtois aisló la morfina, el primer alcaloide conocido, a partir del opio. Séguin presentó su primera memoria sobre el opio en el Instituto de Francia en 1804.
La investigación sobre el opio de Séguin y Courtois llegó a su fin en la École Polytechnique en 1804. Courtois se trasladó al negocio de su padre en París para fabricar nitrato de potasio. En 1805 la empresa de su padre comenzó a ir mal, y este fue llevado a prisión por sus deudas hasta el final de 1807. Courtois administró el negocio familiar hasta que su padre fue puesto en libertad. No se conocen detalles de la desaparición del padre de Courtois después de su liberación. Courtois se registró como un hombre de negocios de París en 1806, dedicado a la producción de salitre. Courtois se casó en 1808 con la hija de un peluquero de París. Los registros muestran que continuó operando la fábrica de salitre de la familia hasta 1821, con la posible excepción de los años 1815, 1816 y 1817.
En 1811 la guerra provocó que el negocio del salitre controlado por el gobierno disminuyera puesto que había por entonces una escasez de cenizas de madera con la que se fabricaba el nitrato de potasio. Como alternativa, el nitrato de potasio necesario se obtenía de las algas que eran abundante en las costas de Normandía y Bretaña. Las algas también tendrían otra relevancia química, aún sin descubrir.

## Descubrimiento del yodo
Un día a finales de 1811, mientras que Courtois estaba aislando compuestos de sodio y de potasio de la ceniza de algas marinas, descubrió el yodo tras añadir ácido sulfúrico a las cenizas de algas marinas. Él estaba investigando la corrosión de sus vasijas de cobre, cuando se dio cuenta de un vapor que se desprendió, un vapor de color violeta inusual. Humphry Davy escribiría posteriormente:

Esta sustancia fue descubierta por casualidad, hace dos años por Courtois, un fabricante de París. En el curso del procedimiento por el cual él obtenía sosa a partir de la ceniza de algas marinas, se encontró con que los vasos de metal que usaba se corroían y buscó la causa, cuando descubrió la nueva sustancia. Al parecer, cuando un poco de ácido sulfúrico se añadía a la ceniza después de la extracción del carbonato de sodio. Cuando el ácido se concentra lo suficiente como para producir un fuerte calor aparece la nueva sustancia como un vapor violeta hermoso y se condensa en cristales que poseen el color y el brillo del grafito.

Courtois fue reconocido por Humphry Davy y Joseph Louis Gay-Lussac como el verdadero descubridor de yodo. Comenzó a producir de yodo de alta calidad y sus sales, en 1822. En 1831 fue galardonado con 6.000 francos como parte del Premio Montyon de L'Academie Royale des Sciences por el valor medicinal de este elemento.

## Últimos años
A pesar de su éxito al descubrir el yodo, tuvo que luchar financieramente durante el resto de su vida y murió el 27 de septiembre de 1838. Tenía 62 años de edad y no dejó bienes a su viuda o hijo. En el año de su muerte, el Journal de chimie médicale anunció escuetamente su muerte bajo el título "Obituary" como:
"Bernard Courtois, el descubridor de yodo, murió en París el 27 de septiembre de 1838, dejando a su viuda sin fortuna. Si, al hacer este descubrimiento, Courtois hubiera sacado un certificado de invención, habría conseguido un gran patrimonio."